# The Etruscan Smile
The Etruscan Smile is een Brits-Zwitserse film van Oded Binnun en Mihal Brezis die werd uitgebracht in 2018. 
Het scenario is gebaseerd op de gelijknamige roman (La sonrisa etrusca, 1985) van José Luis Sampedro.

## Verhaal
Rory MacNeil is een nog erg kranige oude Schot die alleen leeft op het afgelegen Lewis, een eiland voor de westkust van Schotland dat deel uitmaakt van de Buiten-Hebriden. Zijn huisarts, de plaatselijke veearts trouwens, raadt Rory aan zich grondig te laten onderzoeken als hij zijn generatiegenoot en aartsvijand Campbell, die worstelt met een ernstige leveraandoening, wil overleven. 
Daarop verlaat Rory met tegenzin zijn eiland om het vliegtuig te nemen naar San Francisco waar Ian, zijn van hem vervreemde zoon, sinds vijftien jaar woont. Hij trekt in bij Ian en zijn vrouw, de Amerikaanse Emily, die sinds een jaar een kleine peuter, Jamie, hebben.
De eerste contacten tussen Rory en Ian verlopen onwennig. Emily stelt zich van meet af aan open voor haar schoonvader en regelt spoedig een afspraak voor hem in een kliniek. Daar krijgt Rory te horen dat hij prostaatkanker (stadium vier) heeft en nog slechts enkele maanden te leven heeft. Zijn leven krijgt een onverwachte wending door de innige band die ontstaat tussen hem en zijn kleinzoontje. Schoorvoetend groeien ook vader en zoon naar elkaar toe. En Rory herontdekt op het nippertje ook de liefde voor en van een vrouw.

## Rolverdeling
| Acteur           | Personage                        |
| ---------------- | -------------------------------- |
| Brian Cox        | Rory MacNeil                     |
| J. J. Feild      | Ian, de zoon van Rory            |
| Thora Birch      | Emily, de vrouw van Ian          |
| Rosanna Arquette | Claudia                          |
| Treat Williams   | Frank Barron, de vader van Emily |
| Peter Coyote     | de professor                     |
| Clive Russell    | Campbell                         |
| Sandra Santiago  | Frida                            |
| Tim Matheson     | dokter Weiss                     |
| David Ashton     | Fraser                           |